# Колиберти (Терамо)
Колиберти (итал. Colliberti) је насеље у Италији у округу Терамо, региону Абруцо.
Према процени из 2011. у насељу је живело 164 становника. Насеље се налази на надморској висини од 464 м.